# Torneo Roberto Gomes Pedrosa 1970
Il Torneo Roberto Gomes Pedrosa 1970 è stata la 4ª e ultima edizione del torneo. Dall'anno seguente la CBD rimpiazzò il Roberto Gomes Pedrosa con il campionato nazionale.

## Formula
Primo turno: due gruppi di 8 e 9 squadre: le prime due classificate si qualificano al turno successivo.
Fase finale: le quattro squadre qualificate si affrontano in un girone all'italiana.

## Partecipanti
| Squadra          | Città          | Stato             |
| ---------------- | -------------- | ----------------- |
| America-RJ       | Rio de Janeiro | Guanabara         |
| Atlético Mineiro | Belo Horizonte | Minas Gerais      |
| Athl. Paranaense | Curitiba       | Paraná            |
| Bahia            | Salvador       | Bahia             |
| Botafogo         | Rio de Janeiro | Guanabara         |
| Corinthians      | San Paolo      | San Paolo         |
| Cruzeiro         | Belo Horizonte | Minas Gerais      |
| Flamengo         | Rio de Janeiro | Guanabara         |
| Fluminense       | Rio de Janeiro | Guanabara         |
| Grêmio           | Porto Alegre   | Rio Grande do Sul |
| Internacional    | Porto Alegre   | Rio Grande do Sul |
| Palmeiras        | San Paolo      | San Paolo         |
| Ponte Preta      | Campinas       | San Paolo         |
| San Paolo        | San Paolo      | San Paolo         |
| Santa Cruz       | Recife         | Pernambuco        |
| Santos           | Santos         | San Paolo         |
| Vasco da Gama    | Rio de Janeiro | Guanabara         |

## Primo turno

### Classifiche

#### Gruppo A
| Pos. | Squadra          | Pt | G  | V | N | P | GF | GS | DR |
| ---- | ---------------- | -- | -- | - | - | - | -- | -- | -- |
| 1    | Palmeiras        | 23 | 16 | 9 | 5 | 2 | 16 | 7  | +9 |
| 2    | Atlético Mineiro | 20 | 16 | 7 | 6 | 3 | 21 | 13 | +8 |
| 3    | Botafogo         | 19 | 16 | 7 | 5 | 4 | 21 | 13 | +8 |
| 4    | Grêmio           | 18 | 16 | 6 | 6 | 4 | 17 | 13 | +4 |
| 5    | Santos           | 16 | 16 | 5 | 6 | 5 | 20 | 20 | 0  |
| 6    | Bahia            | 15 | 16 | 5 | 5 | 6 | 11 | 18 | -7 |
| 7    | San Paolo        | 11 | 16 | 3 | 5 | 6 | 14 | 20 | -6 |
| 8    | America-RJ       | 10 | 16 | 2 | 6 | 8 | 15 | 23 | -8 |

#### Gruppo B
| Pos. | Squadra          | Pt | G  | V | N | P  | GF | GS | DR  |
| ---- | ---------------- | -- | -- | - | - | -- | -- | -- | --- |
| 1    | Cruzeiro         | 21 | 16 | 9 | 3 | 4  | 29 | 14 | +15 |
| 2    | Fluminense       | 20 | 16 | 8 | 4 | 4  | 26 | 16 | +10 |
| 3    | Internacional    | 20 | 16 | 8 | 4 | 4  | 21 | 12 | +9  |
| 4    | Flamengo         | 20 | 16 | 7 | 6 | 3  | 18 | 9  | +9  |
| 5    | Corinthians      | 16 | 16 | 5 | 6 | 5  | 16 | 15 | +1  |
| 6    | Santa Cruz       | 14 | 16 | 3 | 8 | 5  | 14 | 22 | -8  |
| 7    | Athl. Paranaense | 12 | 16 | 4 | 4 | 8  | 13 | 22 | -9  |
| 8    | Ponte Preta      | 10 | 16 | 5 | 4 | 7  | 11 | 34 | -23 |
| 9    | Vasco da Gama    | 7  | 16 | 2 | 3 | 11 | 14 | 26 | -12 |

## Fase finale

### Risultati
| Casa/Trasferta | ATM | CRU | FLU | PAL |
| -------------- | --- | --- | --- | --- |
| Atlético-MG    |     |     |     |     |
| Cruzeiro       | 1-1 |     | 0-1 |     |
| Fluminense     | 1-1 |     |     | 1-0 |
| Palmeiras      | 3-0 | 4-2 |     |     |

### Classifica
| Pos. | Squadra          | Pt | G | V | N | P | GF | GS | DR |
| ---- | ---------------- | -- | - | - | - | - | -- | -- | -- |
| 1    | Fluminense       | 5  | 3 | 2 | 1 | 0 | 3  | 1  | +2 |
| 2    | Palmeiras        | 4  | 3 | 2 | 0 | 1 | 7  | 3  | +4 |
| 3    | Atlético Mineiro | 2  | 3 | 2 | 1 | 2 | 2  | 5  | -3 |
| 4    | Cruzeiro         | 1  | 3 | 0 | 1 | 2 | 3  | 6  | -3 |

## Verdetti
- Fluminense vincitore del Torneo Roberto Gomes Pedrosa 1970.
- Fluminense e Palmeiras qualificati alla Coppa Libertadores 1971.